# Empoasca flavovittella
Empoasca flavovittella är en insektsart som först beskrevs av Matsumura 1931.  Empoasca flavovittella ingår i släktet Empoasca och familjen dvärgstritar. Inga underarter finns listade i Catalogue of Life.